# Lillsjön (Vilhelmina socken, Lappland, 722632-150499)
Lillsjön är en sjö i Vilhelmina kommun i Lappland och ingår i Ångermanälvens huvudavrinningsområde. Sjön har en area på 0,115 kvadratkilometer och ligger 504,4 meter över havet. Lillsjön ligger i Marsfjället Natura 2000-område.

## Delavrinningsområde
Lillsjön ingår i det delavrinningsområde (722686-150373) som SMHI kallar för Utloppet av Lillsjön. Medelhöjden är 536 meter över havet och ytan är 3,8 kvadratkilometer. Det finns inga avrinningsområden uppströms utan avrinningsområdet är högsta punkten. Vattendraget som avvattnar avrinningsområdet har biflödesordning 5, vilket innebär att vattnet flödar genom totalt 5 vattendrag innan det når havet efter 390 kilometer. Avrinningsområdet består mestadels av skog (93 procent). Avrinningsområdet har 0,26 kvadratkilometer vattenytor vilket ger det en sjöprocent på 6,9 procent.